# 马里奥·贝尔蒂尼
马里奥·贝尔蒂尼（義大利語：Mario Bertini，1944年1月7日—），意大利男子足球运动员，司职后卫、中场。他曾代表意大利国家队参加1970年国际足联世界杯，结果获得亚军。